# Hormel Foods
Hormel Foods Corporation – amerykańskie przedsiębiorstwo spożywcze z siedzibą w Austin w stanie Minnesota.
Zostało założone przez George’a Hormela w 1891 roku, pierwotnie znane jako George A. Hormel & Company, koncentrując się na pakowaniu i sprzedaży konsumentom szynki, spamu, wędlin i innych produktów wieprzowych, drobiowych, wołowych i jagnięcych; W latach 80. Hormel zaczął oferować szerszą gamę pakowanej i chłodzonej żywności. Przedsiębiorstwo zmieniło nazwę na Hormel Foods w 1993 roku. Hormel obsługuje 80 krajów z takimi markami jak Applegate, Columbus Craft Meats, Dinty Moore, Jennie-O i Skippy.